# Élections départementales françaises partielles
Une élection départementale partielle en France se déroule en dehors l'échéance prévue normalement.

## Le remplacement d'un conseiller départemental
Il existe deux situations différentes.
L’article L. 221 du code électoral dispose qu’« en cas de démission d’office déclarée (…) ou en cas d’annulation de l’élection d’un candidat ou d’un binôme de candidats, il est procédé à une élection partielle, (…) dans le délai de trois mois à compter de cette déclaration ou de cette annulation ».
Si le siège devient vacant pour une autre raison, par exemple le décès, le conseiller départemental « est remplacé par la personne élue en même temps que lui à cet effet ». Si le remplacement d’un conseiller n’est plus possible, « il est procédé à une élection partielle au scrutin uninominal majoritaire dans le délai de trois mois suivant la vacance ».
Il n'est pas procédé à une élection partielle dans les six mois précédant le renouvellement général des conseils départementaux.

## Liste des élections départementales partielles
Pour les élections survenues avant la réforme de 2015, voir Élection cantonale française partielle.

### Élections cantonales partielles en 2015
- Canton de Villeneuve-sur-Yonne, Yonne, les 5 et 12 juillet.
- Canton d'Équeurdreville-Hainneville, Manche, les 6 et 13 décembre 2015.
- Canton de Villedieu-les-Poêles, Manche, le 6 décembre 2015.

### Élections départementales partielles en 2016
- Canton de Gap-1, Hautes-Alpes, les 24 et 31 janvier 2016.
- Canton de Saint-Mihiel, Meuse, les 17 et 24 avril 2016.
- Canton d'Arras-1, Pas-de-Calais, les 29 mai et 5 juin 2016.
- Canton du Mans-7, Sarthe, les 5 et 12 juin 2016.
- Canton de Niort-1, Deux-Sèvres, les 12 et 19 juin 2016.
- Canton de Niort-3, Deux-Sèvres, les 12 et 19 juin 2016.
- Canton de Trévières, Calvados, les 12 et 19 juin 2016.
- Canton de Saint-Flour-2, Cantal, les 26 juin et 3 juillet 2016.
- Canton de Reims-4, Marne, les 26 juin et 3 juillet 2016.
- Canton du Livradais, Lot-et-Garonne, les 11 et 18 septembre 2016.
- Canton de Ham, Somme, les 18 et 25 septembre 2016.
- Canton de Briançon-2, Hautes-Alpes, les 18 et 25 septembre 2016.
- Canton de Bastia-3, Haute-Corse, les 2 et 9 octobre 2016.
- Canton d'Orange, Vaucluse, les 2 et 9 octobre 2016.
- Canton de Gérardmer, Vosges, les 2 et 9 octobre 2016.
- Canton de Guérigny, Nièvre, les 2 et 9 octobre 2016.
- Canton de Pointe-à-Pitre, Guadeloupe, les 9 et 16 octobre 2016.

### Élections départementales partielles en 2018
- Canton de Corbeil-Essonnes, Essonne, les 1er et 8 juillet.

### Élections départementales partielles en 2019
- Canton de Lodève, Hérault, les 30 juin et 7 juillet 2019.

### Élections départementales partielles en 2020
- Canton de Châlons-en-Champagne-2, Marne, les 26 janvier et 2 février 2020.

### Élections départementales partielles en 2021
- Canton de Saint-Affrique, Aveyron, les 10 et 17 octobre 2021.
- Canton des Abymes-1, Guadeloupe, les 31 octobre et 7 novembre 2021.
- Canton de Baie-Mahault-1, Guadeloupe, les 31 octobre et 7 novembre 2021.
- Canton de Baie-Mahault-2, Guadeloupe, les 31 octobre et 7 novembre 2021.

### Élections départementales partielles en 2022
- Canton de Lanester, Morbihan, les 13 et 20 mars 2022.
- Canton de Vitry-sur-Seine-2, Val-de-Marne, les 12 et 19 juin 2022.
- Canton d'Amiens-4, Somme, les 18 et 25 septembre 2022.
- Canton de Bordeaux-3, Gironde, les 9 et 16 octobre 2022.
- Canton de Perpignan-5, Pyrénées-Orientales, les 27 novembre et 4 décembre 2022.
- Canton de Verdun-1, Meuse, les 4 et 11 décembre 2022.

### Élections départementales partielles en 2023
- Canton de Sarralbe, Moselle, les 15 et 22 janvier 2023.
- Canton du Moyen Adour, Hautes-Pyrénées, les 5 et 12 février 2023.
- Canton de Lectoure-Lomagne, Gers, les 5 et 12 mars 2023.
- Canton de Saint-Maximin-la-Sainte-Baume, Var, les 5 et 12 mars 2023.
- Canton de la Crau, Var, les 26 mars et 2 avril 2023.
- Canton de Bricquebec-en-Cotentin, Manche, les 14 et 21 mai 2023.

### Élections départementales partielles en 2024
- Canton de L'Île-d'Yeu, Vendée, les 14 et 21 janvier 2024.
- Canton de Clermont-Ferrand-1, Puy-de-Dôme, les 7 et 14 avril 2024.